# Francis Magnard

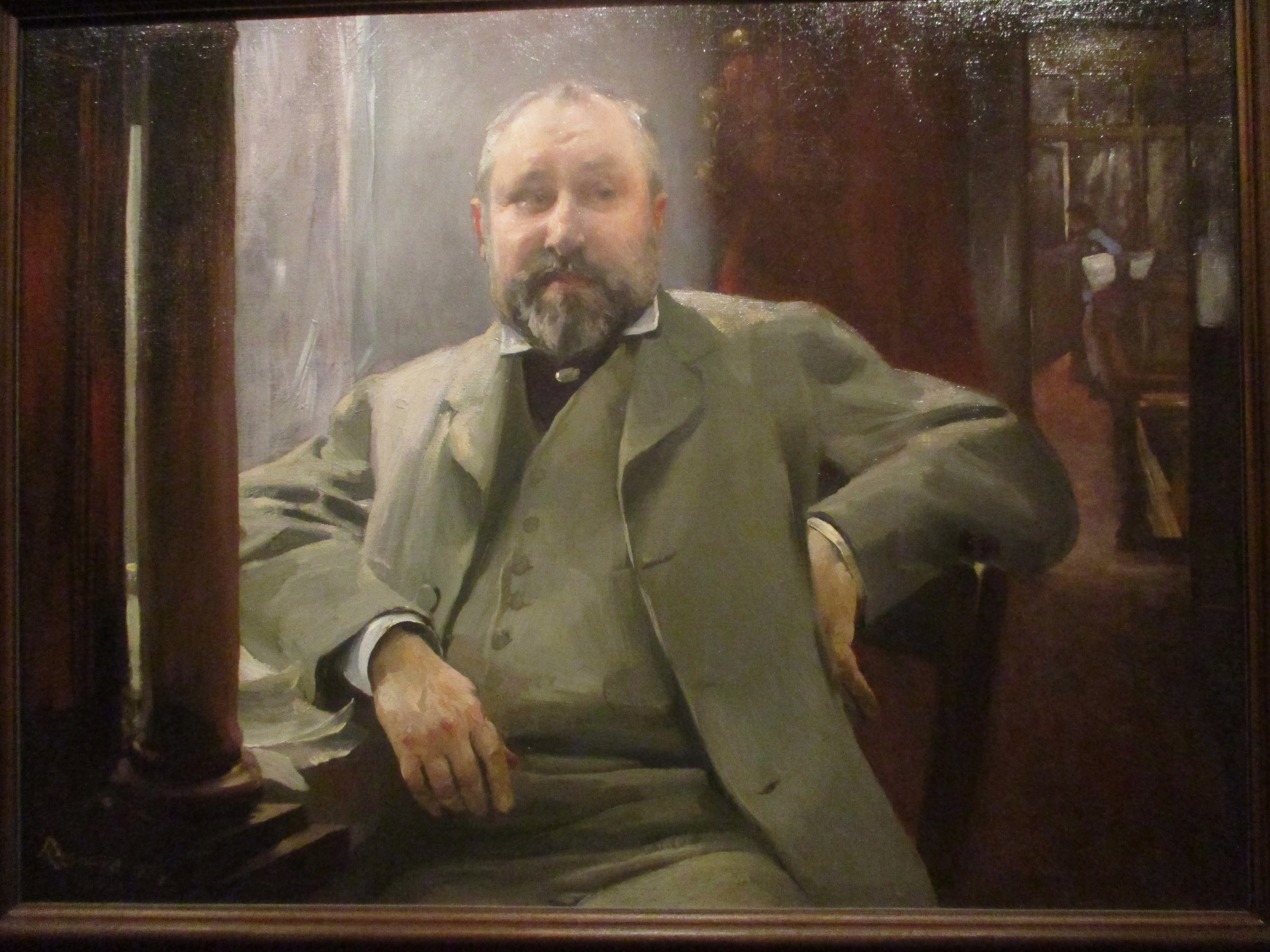
Francis Magnard, porträtt av Paul-Albert Besnard.

François (Francis) Magnard, född den 11 februari 1837 i Bryssel, död den 18 november 1894 i Neuilly-sur-Seine, var en fransk publicist.
Magnard var från 1876 redaktör av Le Figaro.